# Tintigny
Tintigny (lotrinsky a valonsky Tintnî) je frankofonní obec v Belgii.
Patří do arrondissementu Virton v provincii Lucemburk ve Valonském regionu. Má přibližně 4000 obyvatel.
Roku 1977 byly k Tintigny v rámci politiky slučování obcí připojeny bývalé obce Bellefontaine, Rossignol a Saint-Vincent.

## Geografie
Obec Tintigny se nachází na jihu Belgie v oblasti Gaume mezi Arlonem a Florenville.
Zahrnuje vesnice Tintigny, Ansart, Bellefontaine, Breuvanne, Han, Lahage, Poncelle, Rossignol a Saint-Vincent.
Rozkládá se na ploše 8224 ha a její průměrná nadmořská výška činí 338 m.
Obcí protéká řeka Semois, na jejímž toku leží Ansart, Tintigny a Breuvanne.

## Historie

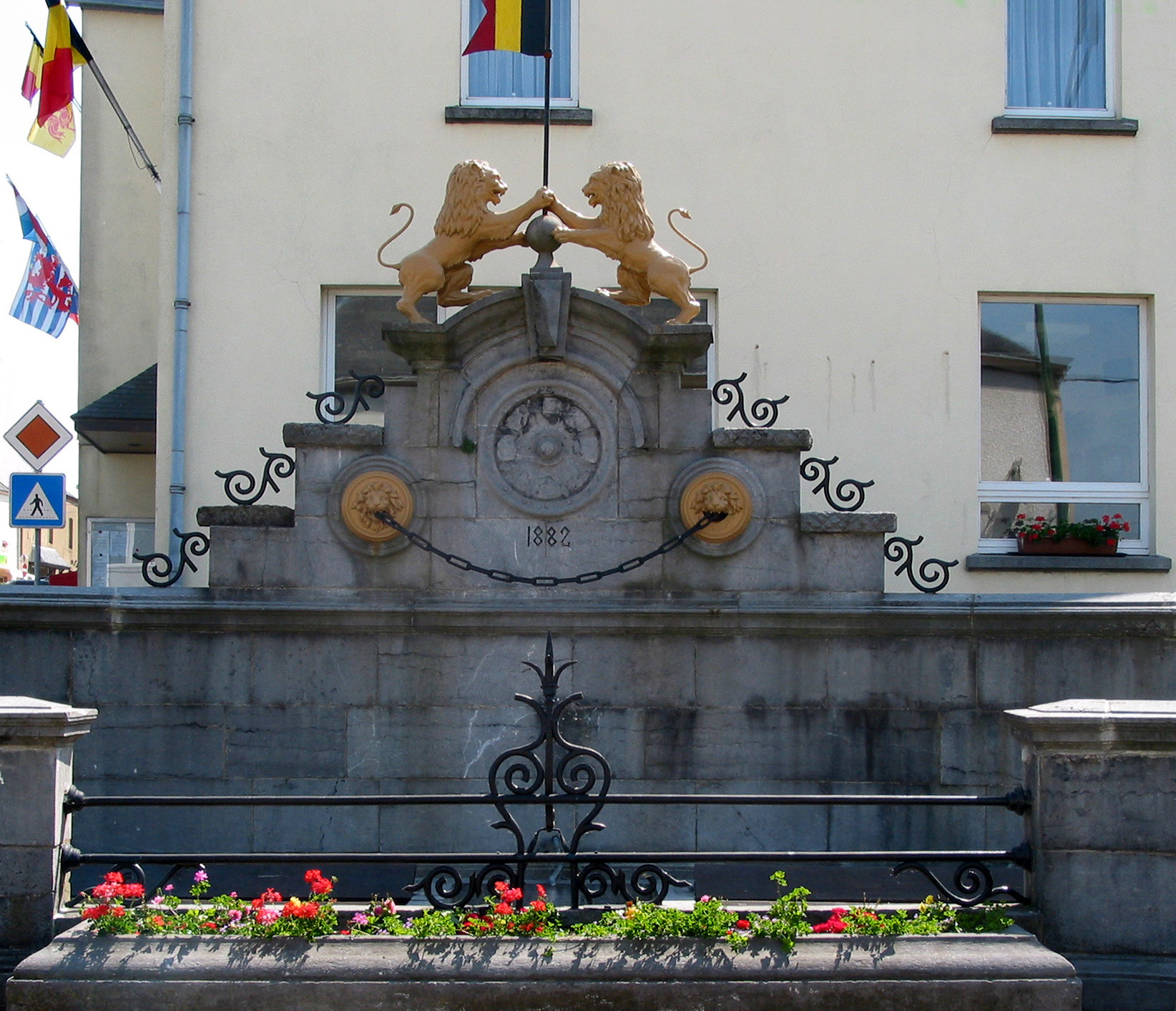
„Lví fontána“ (Fontaine aux Lions) z roku 1882 v Tintigny

### Raná historie
Podle archeologických nálezů bylo území obce osídleno již v době železné.
Z doby halštatské (starší doby železné) pochází pohřebiště u Saint-Vincent, kde bylo nalezeno značné množství mohyl a keramických předmětů.
Předpokládá se, že v tomto období existovalo i pohřebiště u Breuvanne.
Kolem roku 470 př. n. l. na začátku doby laténské (mladší doby železné) oblast osídlili obyvatelé keltského původu.
U vesnice Lahage byly nalezeny zbytky keltské opevněné osady z 1. století př. n. l. s dvojitým příkopem a kůlovou hradbou.
Z doby Keltů pravděpodobně pochází i Breuvanne, nejstarší vesnice v obci.
V 1. století n. l. se oblast dostala pod nadvládu Římanů.
V témže století byla vybudována cesta z Remeše do Trevíru, která procházela územím dnešní obce.
Přítomnost Římanů dokládají i četné pozůstatky budov a opevnění.

### Od středověku po 20. století
Vesnice Tintigny byla poprvé zmíněna při pouti na počest sv. Dagoberta do Stenay roku 852.
Její název se však poprvé objevuje v podobě Tintiniacum roku 1097 v zakládací listině převorství sv. Valburgy v Chiny.
Historie Tintigny a většiny vesnic v dnešní obci je úzce spjata s hrabstvím Chiny a panstvím Villemont.
Kvůli dobré strategické poloze na řece Semois a blízko hradu Villemont bylo Tintigny v 16.-18. století vystaveno útokům nepřátelských armád.
Roku 1636 celou oblast zasáhla morová epidemie.
Roku 1795 bylo území dnešní Belgie anektováno Francií a Tintigny se stalo součástí departementu Forêts.
Roku 1823 získalo titul obec, který mu zůstal i po osamostatnění Belgie roku 1830.
Obec utrpěla značné škody za první světové války.
22. srpna 1914 padlo v boji mezi Bellefontaine a Rossignol 3500 francouzských a německých vojáků.
Téhož dne byla vypálena velká část vesnice Tintigny a téměř sto jejích civilních obyvatel bylo křivě obviněno z účasti na partyzánském odboji a popraveno.
O čtyři dny později bylo v Rossignolu zatčeno dalších více než sto údajných partyzánů, kteří pak byli popraveni v Arlonu.

## Demografie

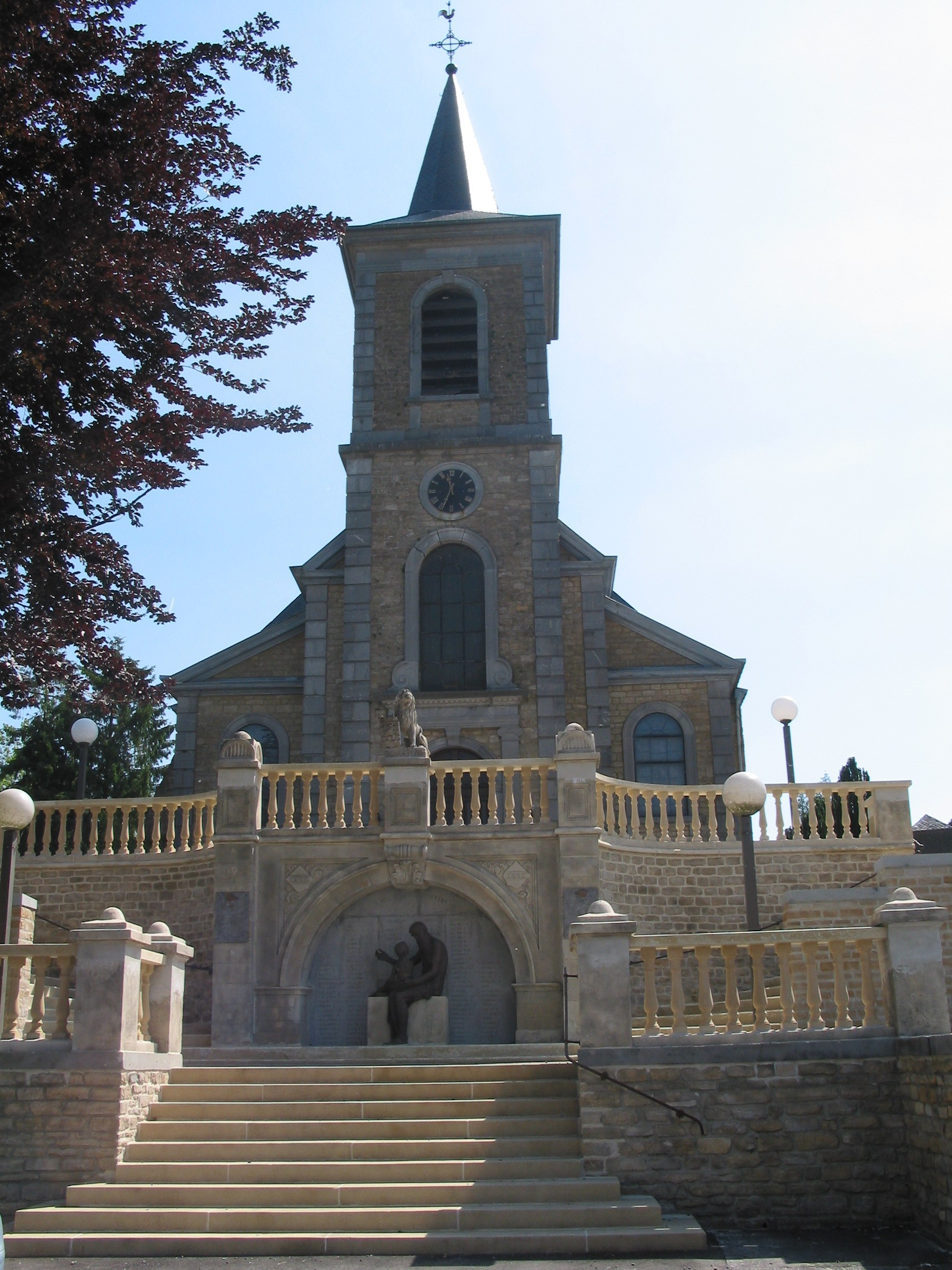
Kostel z roku 1602 (l’église Notre-Dame de l’Assomption)

K 1. lednu 2007 byl počet obyvatel obce a jednotlivých vesnic následující:
|               | Obyvatelské jméno ve francouzštině | Muži | Ženy | Celkem |
| ------------- | ---------------------------------- | ---- | ---- | ------ |
| Tintigny      | Tintignolais(e)                    | 386  | 411  | 797    |
| Bellefontaine | Bellifontin(e)                     | 443  | 425  | 868    |
| Rossignol     | Rossignolais(e)                    | 348  | 378  | 726    |
| St-Vincent    | Saint-Vincentois(e)                | 269  | 265  | 534    |
| Lahage        | Lahageois(e)                       | 135  | 145  | 280    |
| Breuvanne     | Breuvannois(e)                     | 102  | 117  | 219    |
| Ansart        | Ansartois(e)                       | 92   | 76   | 168    |
| Poncelle      | Poncellois(e)                      | 53   | 52   | 105    |
| Han           | Ayet(te)                           | 27   | 33   | 60     |
| Celkem        |                                    | 1855 | 1902 | 3757   |